# Арнольд Джозеф Тойнбі
Арнольд Джозеф Тойнбі (англ. Arnold Joseph Toynbee, 14 квітня 1889—22 жовтня 1975) — англійський історик, один з розробників цивілізаційної теорії. Його дванадцятитомний аналіз становлення та занепаду цивілізацій — «Дослідження історії» (1934—1961) — це синтез всесвітньої історії і метаісторії, заснованої на універсальних ритмах становлення, розквіту і занепаду; дослідження історії у глобальній перспективі.
Нагороджений Орденом Кавалерів Пошани.

## Біографія
Тойнбі закінчив Вінчестерський коледж та Оксфордський університет. Був визнаним знавцем Стародавнього світу, професором Лондонського університету (1919—1924) та Лондонської школи економіки (1925—1955), автором багатьох досліджень з історико-філософських, соціологічних та політичних проблем. Працював у Лондонській школі економіки та Королівському інституті міжнародних відносин (англ. RIIA) в Четем-Хаус, директором якого був з 1929 по 1955.
Становище вченого-спеціаліста, втягнутого у світову політику на найвищому рівні (експерт на міжнародних конференціях під час Першої та Другої Світових війн), значно визначило характер і масштаби його історичного мислення.

## Досягнення
Він увів у вжиток слово «постмодернізм». Досліджуючи розвиток західної цивілізації, запропонував періодизацію історії, що складалася з чотирьох частин — коли за «темними століттями» та «Середньовіччям», починаючи з 1475 до 1875 року, йшли «нові» (модерн) століття, за якими, своєю чергою, настав час постмодерну.

## Наукова творчість
Тойнбі розглядав всесвітню історію як систему співіснування цивілізацій, що минають однакові фази від народження через розквіт до загибелі, у чому його можна вважати послідовником і античної традиції циклізму, й ідей Освальда Шпенглера. Проте на відміну від останнього, який наголошував на тому, що проходження циклу злету і занепаду неминуче, Тойнбі ставив цей процес у залежність від проблем і завдань, з якими стикається певна спільнота, та спроможності їх подолати («виклик-і-відповідь»). Обсяг і характер «виклику» могли сприяти динамічному розвиткові цивілізації, а могли його обмежувати й зупиняти. Виклики можуть мати фізичний (природно-кліматичний і географічний), воєнний, соціально-економічний та культурний характер. Успішність формування «відповіді» залежить від спроможності «творчої меншості» на адекватну реакцію та мобілізацію ресурсів суспільства. Чинник дії «меншості» відносить Тойнбі до представників елітаризму підходу в історичній науці.

### Цивілізація за Тойнбі
Цивілізація, за Тойнбі, — замкнута спільнота, яка характеризується за допомогою двох основних критеріїв:
- релігія та форма її організації;

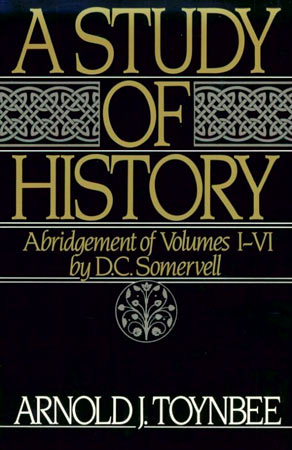
Обкладинка книги А.Д.Тойнбі «Дослідження історії».

- територіальна ознака, ступінь віддаленості від того місця, де ця спільнота спочатку виникла.

Цивілізація не тотожна певній державі або етнічній групі, а становить спільноту, базовану на єдиній системі цінностей, обумовлених релігією. Загалом Тойнбі виділяв протягом 20-ти років роботи над своєю теорією різну кількість цивілізацій в історії, залежно від стану поточних історичних досліджень та зміни власних критеріїв виділення окремої «цивілізації». Наприкінці роботи Тойнбі виділяв 21 цивілізацію: єгипетську, андську, старокитайську, мінойську, шумерську, маянську, сирійську, індську, хетську, еллінську, західну, далекосхідну (у Кореї та Японії), православну християнську основну (Візантія, Балкани, Кавказ), православну християнську (Росія, Україна, Білорусь), далекосхідну основну, іранську, арабську, індуїстську, мексиканську, юкатанську, вавилонську. Також, крім перерахованих, Тойнбі виділяє «ненароджені цивілізації» (далекозахідна християнська, далекосхідна християнська, скандинавська, сирійська «епохи гіксосів» — середина 2 тис. до н. е.), а також особливий клас «затриманих цивілізацій», які народилися, але були зупинені у своєму розвитку після народження (ескімоси, кочовики Великого степу, турки-османи, спартанці, полінезійці). У деяких випадках цивілізації, що змінюють одна одну, утворюють послідовності. Максимальне число цивілізацій у цих послідовностях, за Тойнбі, не перевищує трьох. Останніми елементами послідовностей є ті цивілізації, що існують нині. До таких послідовностей належать: мінойська — еллінська — західна цивілізації, мінойська — еллінська — православна цивілізації, мінойська — сирійська — ісламська цивілізації, шумерська — індська — індуїстська цивілізації. Тойнбі також висунув критерії оцінки цивілізацій: стійкість у часі та просторі, у ситуаціях «виклику» і взаємодії з іншими народами. Сенс поняття «цивілізація» він бачив у тому, що зіставні одиниці (монади) історії проходять подібні етапи розвитку. «Успішні» цивілізації проходять стадії виникнення, зростання, надлому і розкладу.

### Критика
Концепція Тойнбі викликала й викликає неоднозначне, переважно негативне, ставлення в історіографії. Вже після виходу перших томів праці вона була ґрунтовно розкритикована низкою авторитетних істориків. Робін Джордж Коллінгвуд вбачав у ній «нове вираження історичного позитивізму» і стверджував: «Вся схема його праці — схема ретельно впорядкованих і класифікованих ящичків, у які можна розмістити готові історичні факти». Люсьєн Февр заявляв: «ми, історики, маємо сказати: це філософська, а не історична формула […] Ми не беремося її обговорювати […] тут нам нічим поживитися, тут нема нічого, що відноситься до нашої роботи, наших турбот, наших методів».
Основними об'єктами критики стали сама обстоювана автором ідея універсальної пояснювальної схеми історичного процесу («метафізичні спекуляції») та її фактична основа. Величезний обсяг різнорідних історичних фактів з дуже різних періодів та регіонів, опрацьований Тойнбі та зведений під одну схему, безперечно, надавав приводи для критики їх інтерпретації відповідними вузькими фахівцями. Іншим теоретичним зауваженням була критика того, що з усього різноманіття історичних феноменів Тойнбі виділяв як єдиний критерій виокремлення цивілізацій лише релігійний, що робить його по суті релігійним філософом. Можна стверджувати, що праця Тойнбі не спричинила створення нової історичної школи або методології й залишилася класичним втіленням одного з традиційних філософсько-історичних дискурсів, який заперечує лінійний погляд на історичний процес. Позачасова популярність такого бачення всесвітньої історії засвідчується появою теорії «зіткнення цивілізацій» Самуеля Гантінгтона (1996), яку в суспільних науках розкритикували аналогічним чином.